# Championnat du Bangladesh de football 2012-2013
Navigation
Édition précédente Édition suivante
La saison 2012-2013 du Championnat du Bangladesh de football est la sixième édition de la Bangladesh League, le championnat national professionnel de première division bangladais. Les neuf équipes engagées sont regroupées au sein d'une poule unique où elles affrontent deux fois leurs adversaires, à domicile et à l'extérieur. En fin de saison, le dernier du classement est relégué et remplacé par les deux meilleurs clubs de deuxième division.
C'est le club de Sheikh Russell KC qui remporte la compétition cette saison après avoir terminé en tête du classement, avec sept points d'avance sur Sheikh Jamal Dhanmondi Club et neuf sur Abahani Limited Dhaka. C'est le tout premier titre de champion du Bangladesh de l'histoire du club qui réussit même le doublé en s'imposant en finale de la Coupe du Bangladesh face à Sheikh Jamal.

## Participants
- Abahani Limited Dhaka
- Mohammedan SC Dacca
- Muktijoddha Sangsad KC
- Sheikh Russell KC
- Brothers Union
- Arambagh KS
- Team BJMC
- Feni Soccer Club
- Sheikh Jamal Dhanmondi Club

## Compétition

### Classement
Le classement est établi sur le barème de points classique : victoire à 3 points, match nul à 1, défaite à 0.
| Rang | Équipe                      | Pts | J  | G  | N | P  | Bp | Bc | Diff |
| ---- | --------------------------- | --- | -- | -- | - | -- | -- | -- | ---- |
| 1    | Sheikh Russell KCC          | 38  | 16 | 12 | 2 | 2  | 30 | 14 | +16  |
| 2    | Sheikh Jamal Dhanmondi Club | 31  | 16 | 9  | 4 | 3  | 21 | 10 | +11  |
| 3    | Abahani Limited DhakaT      | 29  | 16 | 8  | 5 | 3  | 23 | 15 | +8   |
| 4    | Team BJMCP                  | 26  | 16 | 7  | 5 | 4  | 23 | 18 | +5   |
| 5    | Mohammedan SC Dacca         | 25  | 16 | 7  | 4 | 5  | 17 | 17 | 0    |
| 6    | Muktijoddha Sangsad KC      | 19  | 16 | 5  | 4 | 7  | 14 | 13 | +1   |
| 7    | Feni Soccer Club            | 12  | 16 | 3  | 3 | 10 | 13 | 23 | -10  |
| 8    | Brothers Union              | 11  | 16 | 2  | 5 | 9  | 14 | 23 | -9   |
| 9    | Arambagh KS                 | 9   | 16 | 3  | 0 | 13 | 7  | 29 | -22  |

|  | Qualification pour la Coupe du président de l'AFC 2014      |
|  | Relégation directe en deuxième division                     |
|  | T : Tenant du titre C : Vainqueur de la Coupe du Bangladesh |

## Bilan de la saison
| Championnat du Bangladesh de football 2012-2013 |                               |
| Champion                                        | Sheikh Russell KC (1er titre) |
| Coupes et trophées                              |                               |
| Vainqueur de la Coupe du Bangladesh 2012-2013   | Sheikh Russell KC             |
| Qualifications continentales                    |                               |
| Coupe du président de l'AFC 2014                | Sheikh Russell KC             |
| Promotions et relégations                       |                               |
| Promus en Bangladesh League                     | Uttar Baridhara SC            |
| Promus en Bangladesh League                     | Abahani Limited Chittagong    |
| Relégués en Bashundara Senior Division          | Arambagh KS                   |